# ياسمين الطباطبائي
ياسمين الطباطبائي (بالألمانية: Jasmin Tabatabai)‏ (و. 1967 – م) هي ممثلة، وممثلة صوت، وملحنة، وكاتبة غنائية، ومغنية، وممثلة مسرحية، وممثلة أفلام من ألمانيا . ولدت في طهران. شاركت في German presidential election, 2009 .

## روابط خارجية
- ياسمين الطباطبائي على موقع IMDb (الإنجليزية)
- ياسمين الطباطبائي على موقع ميتاكريتيك (الإنجليزية)
- ياسمين الطباطبائي على موقع روتن توميتوز (الإنجليزية)
- ياسمين الطباطبائي على موقع مونزينجر (الألمانية)
- ياسمين الطباطبائي على موقع قاعدة بيانات الأفلام العربية
- ياسمين الطباطبائي على موقع ألو سيني (الفرنسية)
- ياسمين الطباطبائي على موقع ميوزك برينز (الإنجليزية)
- ياسمين الطباطبائي على موقع أول موفي (الإنجليزية)
- ياسمين الطباطبائي على موقع قاعدة بيانات الأفلام السويدية (السويدية)
- ياسمين الطباطبائي على موقع قاعدة بيانات الأفلام السويدية (السويدية)